# Al-Hussein SC (Jordanien)
Der al-Hussein Sport Club (arabisch نادي الحسين الرياضي, DMG Nādī l-Ḥusain ar-riyāḍī) ist ein jordanischer Sportklub mit Sitz in der Stadt Irbid.

## Geschichte
Der Klub wurde am 14. August 1964 gegründet. In der Saison 1980 spielte der Klub in der 1. Liga des Landes. In der Saison 1994 gewann man schließlich mit FA Shield erstmals einen national Titel. Dies gelang dann auch nochmal in den Spielzeiten 2003 und 2005. In der Spielzeit 2003 gewann man zudem noch den Super Cup. Als Zweitplatzierter der Liga qualifizierte man sich auch erstmals für den AFC Cup. In der Ausgabe 2005 gewann der Klub seine Gruppe, unterlag dann jedoch im Viertelfinale gegen New Radiant aus den Malediven. Nach der Spielzeit 2010/11 war es dann soweit und der Klub stieg nach über 30 Jahren aus der obersten Spielklasse des Landes ab.
Zur Runde 2013/14 gelang dann aber auch die Rückkehr und der Klassenerhalt über den sechsten Platz. Bis heute kann der Klub die Klasse auch weiterhin halten.

## Erfolge
- Jordan League: 2023/24, 2024/25
- Jordan Shield Cup: 1994, 2003, 2005
- Jordan Super Cup: 2003, 2024

## Stadion
Seine Heimspiele trägt der Verein im Stadion Al-Hasan in Irbid aus. Das Stadion hat ein Fassungsvermögen von 12.000 Personen.